# Padáň
Padáň este o comună slovacă, aflată în districtul Dunajská Streda din regiunea Trnava. Localitatea se află la altitudinea de 113 m deasupra n.m., se întinde pe o suprafață de 16,98 km2 și în 2017 număra 900 de locuitori.

## Istoric
Localitatea Padáň este atestată documentar din 1254.

## Demografie
| An:                | 1994 | 2004    | 2014   | 2024   |
| ------------------ | ---- | ------- | ------ | ------ |
| Număr de persoane: | 769  | 895     | 881    | 889    |
| Diferență:         |      | +16,38% | −1,56% | +0,90% |

| An:                | 2023 | 2024   |
| ------------------ | ---- | ------ |
| Număr de persoane: | 876  | 889    |
| Diferență:         |      | +1,48% |